# Acogimiento familiar

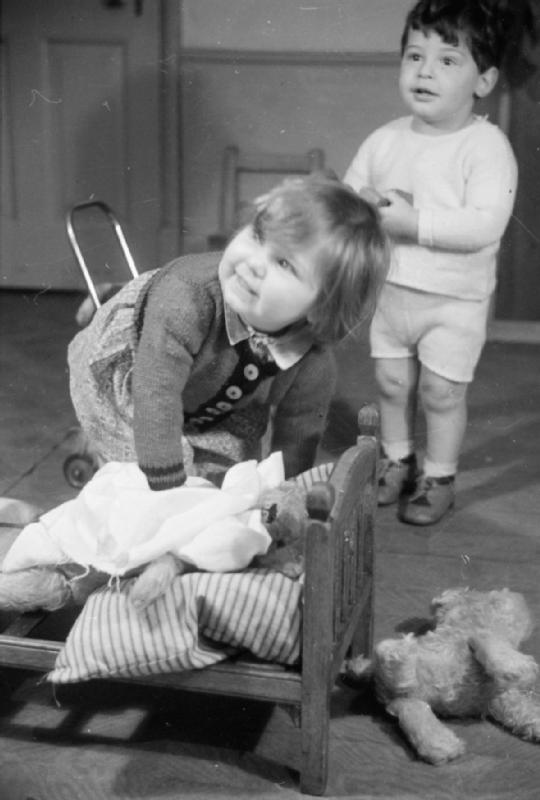
Los padres de acogida planifican una guardería en Londres para atender a los niños desplazados, Londres, Inglaterra, 1941

El acogimiento familiar es una medida de protección de la infancia de carácter temporal o permanente, mediante la cual se ofrece un entorno familiar adecuado a niños, niñas y adolescentes  que, por distintas circunstancias, han pasado a ser tutelados por la administración correspondiente, hasta su mayoría edad, o hasta que puedan volver con sus familias biológicas o mientras se formaliza el proceso de adopción.
A diferencia de la adopción plena, el acogimiento permite que el niño siga manteniendo el vínculo de unión jurídico y afectivo con su familia biológica, lo que significa que las familias de acogida no se convierten en padres totales del menor y en algunos casos el niño podrá seguir teniendo contacto con su familia biológica, ya sean padres, abuelos, tíos, etc.
En España, según la Ley 21/1987 del 11 de noviembre, es “la institución de protección de menores por la que una persona o personas asumen sobre una persona menor de edad la obligación de velar por él, tenerlo en su com-pañía, alimentarlo, educarlo y procurarle una formación integral, produciéndose la plena participación de la persona menor de edad en la vida de familia de aquella o aquellas”. También, desde la entrada en vigor de las leyes de modificación del sistema de protección a la infancia y la adolescencia (2015), en España el acogimiento familiar solamente tiene carácter admi-nistrativo, eliminándose la figura del acogimiento familiar constituido mediante auto judicial; es decir, esta medida se formaliza con el consentimiento de los titulares de la patria potestad o tutela, de la entidad pública de protección, de los acogedores y, en su caso, de la persona menor de edad que tenga 12 o más años cumplidos.

## Familias acogedoras
Las familias de acogida precisan de una formación específica, tales como información sobre la temporalidad de la estancia, la posibilidad de que siga manteniendo relación con su familia biológica y el respeto que debe existir hacia los antecedentes personales del menor.
Estas familias ejercen el cuidado del niño debiendo de comprometerse a proporcionar no sólo su sustento sino también una formación personal y educativa, hasta que el menor alcance la mayoría de edad (18 años) pueda regresar con un pariente biológico. Normalmente la administración mantiene el contacto y vela porque estas familias cumplan su labor y los asesoran en este proceso. 
El apoyo de las distintas administraciones es imprescindible para un correcto desarrollo del menor acogido y de la familia de acogida. Pero en muchas ocasiones no es suficiente por lo que adquieren importancia las distintas asociaciones de familias de acogida que en muchas comunidades autónomas ayudan y colaboran en las tareas de difusión, apoyo y formación entre otras tareas asumidas.
Una revisión sistemática, hecha en 2017, en la que se examinó 102 estudios realizados en Estados Unidos, Europa, Australia e Israel, presentó como conclusión que los niños colocados al cuidado de parientes tienen mejor salud mental y conductual que los niños en hogares temporales.

## Modalidades de acogimiento
- acogimiento familiar de urgencia
- acogimiento familiar temporal
- acogimiento familiar permanente
- acogimiento especializado o profesionalizado

## Colocación
En general, se prefiere el acogimiento familiar a otras formas de cuidado fuera del hogar. El acogimiento familiar pretende ser una solución a corto plazo hasta que se pueda realizar una colocación permanente. En la mayoría de los estados, el objetivo principal es reconciliar a los niños con los padres biológicos. Sin embargo, si los padres no pueden o no quieren cuidar del niño, o si el niño es un huérfano, entonces la primera opción de padres adoptivos es un pariente como una tía, un tío o un abuelo, lo que se conoce como cuidado por familiares. La mayoría de los acogimientos por familiares se realizan de manera informal, sin la participación de un tribunal u organización pública. Sin embargo, en Estados Unidos, el acogimiento por familiares formal es cada vez más frecuente. En 2012, una cuarta parte de todos los niños en régimen de acogida formal fueron acogidos por familiares en lugar de ingresar en el sistema.
Si ningún miembro de la familia emparentada está dispuesto o puede adoptar, la siguiente preferencia es que el niño sea adoptado por los padres de acogida o por otra persona involucrada en la vida del niño (como un profesor o entrenador). De este modo se mantiene la continuidad en la vida del niño. Si ninguna de las dos opciones anteriores está disponible, el niño puede ser adoptado por una persona ajena a él.
Si ninguna de estas opciones es viable, el plan para el menor puede ser entrar en OPPLA (Other Planned Permanent Living Arrangement). Esta opción permite que el menor permanezca bajo la custodia del Estado y el niño puede permanecer colocado en un hogar de acogida, con un pariente o en un centro de atención a largo plazo, como una comunidad de atención residencial a la infancia o, en el caso de niños con discapacidades de desarrollo, físicas o mentales, un centro de tratamiento.
671.000 niños fueron atendidos por el sistema de acogida en Estados Unidos en 2015. "Después de disminuir más del 20% entre el año fiscal 2006 y el año fiscal 2012 hasta un mínimo de 397.000, el número de niños en cuidado de crianza en el último día del año fiscal aumentó a 428.000 en el año fiscal 2015, con un cambio porcentual ligeramente mayor de 2014 a 2015 (3. 3%) que la observada de 2013 a 2014 (3,2%)" Desde el año fiscal 2012, el número de niños en régimen de acogida al final de cada año fiscal ha aumentado constantemente.
La mediana del tiempo que un niño pasó en régimen de acogida en Estados Unidos en 2015 fue de 13,5 meses. Ese año, el 74% de los niños pasó menos de dos años en acogida, mientras que el 13% estuvo en acogida durante tres o más años. De los 427.910 niños estimados en acogida el 30 de septiembre de 2015: El 43 por ciento eran blancos, el 24 por ciento eran afroamericanos, el 21 por ciento eran hispanos (de cualquier raza), el 10 por ciento eran de otras razas o multirraciales, y el 2 por ciento eran desconocidos o no se podían determinar.
Los niños pueden ingresar en un centro de acogida de forma voluntaria o involuntaria. El acogimiento voluntario puede producirse cuando los padres biológicos o el tutor legal no pueden cuidar del niño. El acogimiento involuntario se produce cuando se separa al niño de sus padres biológicos o de su tutor legal debido al riesgo o a la existencia de daños físicos o psicológicos, o si el niño ha quedado huérfano. En EE. UU., la mayoría de los niños entran en el sistema de acogida debido a la negligencia. Si un padre biológico o tutor legal no está dispuesto a cuidar de un niño, éste se considera dependiente y se pone bajo el cuidado de la agencia de protección del menor. Las políticas relativas al acogimiento familiar, así como los criterios que deben cumplirse para convertirse en padre o madre de acogida, varían según la jurisdicción legal.
Los fallos especialmente atroces de los servicios de protección de la infancia suelen servir de catalizador para aumentar la retirada de niños de los hogares de sus padres biológicos. Un ejemplo es la brutal tortura y asesinato del bebé de 17 meses, un niño británico que murió en el London Borough of Haringey, en el norte de Londres, después de sufrir más de 50 lesiones graves durante un periodo de ocho meses, incluidas ocho costillas rotas y la espalda rota. Durante todo el periodo en el que fue torturado, fue atendido repetidamente por los servicios infantiles de Haringey y por los profesionales sanitarios del Servicio Nacional de Salud. Los servicios infantiles de Haringey ya fracasaron diez años antes en el caso del Victoria Climbié. En el tiempo transcurrido desde su muerte, en 2007, los casos han alcanzado una tasa récord en Inglaterra superando los 10.000 en el año de referencia que terminó en marzo de 2012.

## Abusos y negligencias
De 1993 a 2002 se registraron 107 muertes; hay aproximadamente 400.000 niños en régimen de acogida fuera del hogar, en Estados Unidos. Casi el 10% de los niños en régimen de acogida han permanecido en el mismo durante cinco o más años. Casi la mitad de los niños en acogida tienen problemas médicos crónicos. El 8% de todos los niños en acogida tienen problemas emocionales graves, el 11% de los niños que salen de la acogida envejecieron fuera del sistema, en 2011. Los niños en régimen de acogida experimentan altas tasas de maltrato infantil, privación emocional y negligencia física. En un estudio realizado en el Reino Unido, "los niños en régimen de acogida tenían entre 7 y 8 veces, y los niños en residencias 6 veces más probabilidades de ser evaluados por un pediatra por maltrato que un niño de la población general". Un estudio de los niños de acogida en Oregón y el estado de Washington descubrió que casi un tercio informó de haber sufrido abusos por parte de un padre de acogida u otro adulto en un hogar de acogida. El "Cuestionario de respuesta al trauma de los padres" afirma que la sobreprotección de los padres puede ser tan dañina psicológicamente como la negligencia.

## Intervención terapéutica
Los niños en el sistema de bienestar infantil a menudo han experimentado traumas significativos y repetidos y tener un fondo en los hogares de acogida-especialmente en los casos de abuso sexual-puede ser el factor precipitante en una amplia variedad de déficits psicológicos y cognitivos también puede servir para ofuscar la verdadera causa de los problemas subyacentes. La experiencia de acogida puede no tener nada que ver con los síntomas o, por el contrario, un trastorno puede verse exacerbado por tener una historia de acogida y los abusos que conlleva. Sin embargo, se ha demostrado que el cerebro humano tiene un buen grado de neuroplasticidad. y se ha demostrado que la neurogénesis adulta es un proceso continuo.

### Políticas de adopción transcultural
George Shanti, Nico Van Oudenhoven y Ekha Wazir, coautores de Foster Care Beyond the Crossroads: Lessons from an International Comparative Analysis, afirman que existen cuatro tipos de sistemas gubernamentales de acogida. El primero es el de los países en desarrollo. Estos países no tienen políticas implementadas para atender las necesidades básicas de estos niños y estos niños reciben en su mayoría asistencia de familiares. El segundo sistema es el de los antiguos gobiernos socialistas. El contexto histórico de estos estados no ha permitido la evolución de su sistema de acogida. Las ONG les han instado a evolucionar; sin embargo, el sistema tradicional de institucionalización de estos niños sigue vigente. En tercer lugar, las democracias liberales no cuentan con el apoyo de su sistema político para hacerse cargo de estos niños, aunque dispongan de los recursos necesarios. Por último, las democracias sociales son los gobiernos más avanzados en cuanto a su sistema de acogida. Estos gobiernos cuentan con una gran infraestructura, financiación y sistema de apoyo para ayudar a los niños en régimen de acogida.

## Resultados
Los jóvenes que abandonan el sistema de acogida a menudo se enfrentan a dificultades en la transición a la edad adulta, especialmente en lo que respecta a la búsqueda de una vivienda estable, empleo, finanzas y oportunidades educativas. La razón que se sospecha para estas dificultades involucra la falta de estabilidad experimentada mientras están en el sistema de cuidado de crianza, y el abuso y/o la negligencia reportados en su infancia, lo que puede afectar su capacidad para hacer frente a cambios significativos en la vida. En los Estados Unidos, existen programas de vida independiente diseñados con la intención de atender las necesidades de los jóvenes de acogida en transición. Sin embargo, los jóvenes que salen del sistema de acogida han indicado que estos programas no logran atender plenamente las necesidades de los jóvenes adultos sin asistencia familiar.
En un estudio realizado por Gypen et al. (2017), que incluía un análisis de bases de datos cruzadas de artículos de investigación relevantes para los resultados de los antiguos jóvenes de acogida, descubrieron que los resultados educativos, de salud mental, de empleo, de ingresos, de vivienda estable, de implicación delictiva y de problemas de abuso de sustancias de los jóvenes que han salido del sistema de acogida son sustancialmente peores que los de sus compañeros. Por ejemplo, Gypen et al. (2017), indicaron que solo el 45% de los antiguos jóvenes de acogida recibieron un diploma de secundaria, lo que supone un 23% menos que la población general. También hay resultados significativamente peores para los niños que estuvieron en hogares de acogida que los niños de hogares de bajos ingresos. Los niños que finalmente son adoptados por su familia de acogida muestran mayores resultados, en términos de encontrar una vivienda estable, empleo, finanzas y oportunidades de educación, que los que salieron del sistema de acogida sin una colocación permanente.
También se ha informado de que los antiguos jóvenes en régimen de acogida tienen más probabilidades de acabar en la prostitución, e incluso de ser presa del tráfico sexual. Esto también se ha denominado el "conducto del cuidado de acogida a la prostitución". un estudio realizado en 2012 en Los Ángeles descubrió que el 59% de los menores detenidos por prostitución estaban o habían estado en centros de acogida, pero se ha cuestionado la generalización de estos resultados.